# Canal 15 Nicaragüense
Canal 15 Nicaragüense es un canal de televisión abierta nicaragüense. Es propiedad del gobierno de Nicaragua y forma parte del Sistema Nacional de Televisión, siendo el quinto canal público de Nicaragua. Su programación se basa en contenidos educativos y culturales.
Fue lanzado al aire luego de la intervención y expropiación ilegal del canal 100% Noticias por parte del gobierno de Nicaragua. Su nombre oficial es Canal Educativo y cultural de Nicaragua.

## Historia

### Antecedentes
El canal anteriormente estuvo ocupado por el canal 100% Noticias, fundado en 1995 como un micro informativo, y posteriormente como un canal de televisión.
Enmedio de las protestas de Nicaragua de 2018, fue censurado por el Gobierno, por informar acerca de las manifestaciones que ocurrían en el país, y posteriormente los periodistas de 100% Noticias fueron  golpeados, hurtaron sus equipos y simpatizantes del Gobierno atacaron sus instalaciones.
El 22 de diciembre del 2018, mediante el Instituto Nicaragüense de Telecomunicaciones y Correos (TELCOR) el gobierno del país revocó la licencia de operación de 100% Noticias y allanó de manera ilegal sus oficinas. El director Miguel Mora y la jefa de prensa del canal Lucía Pineda Ubau fueron encarcelados y acusados de incitar al "terrorismo" en el contexto de las protestas de Nicaragua en 2018.

### Llegada del canal
El Gobierno de Nicaragua anunció que saldría al aire el nuevo canal de televisión, el Canal 15, con contenido cultural y educativo, anunciado por el director del canal estatal Canal 6 Nicaragüense, Aarón Peralta. El nuevo canal es la repetidora del Canal 6.
El canal está a cargo del Ministerio de Educación y el Instituto de Cultura.